# Belinda, buscando utopía

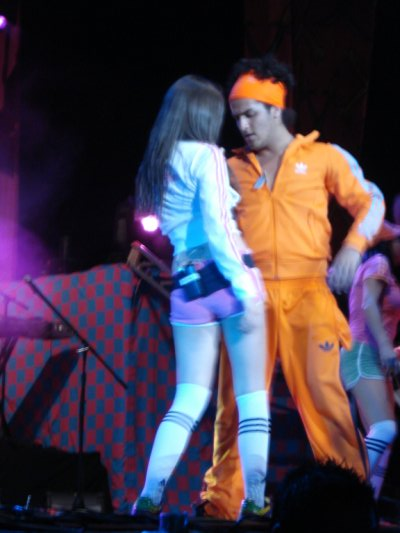
Belinda y su bailarín en el Auditorio Coca-Cola (Monterrey).

Belinda, buscando Utopía fue un programa tipo reality show transmitido por MTV Latinoamérica los días 10, 11 y 12 de diciembre del 2007.
El programa muestra la vida diaria de la cantante mexicana Belinda. Consta de tres episodios en los que las cámaras de MTV dan a conocer aspectos de la vida privada de Belinda, su paso por la adolescencia y mayoría de edad, así como también la planeación, preparación y el comienzo de su gira Utopía.
El tema musical principal utilizado de entrada es el segundo sencillo del álbum Utopía, llamado "Bella traición". El episodio final muestra escenas del concierto grabado en el Auditorio Coca-Cola en Monterrey el 20 de noviembre del 2007.